# Маммельцен
Маммельцен (нім. Mammelzen) — громада в Німеччині, розташована в землі Рейнланд-Пфальц. Входить до складу району Альтенкірхен. Складова частина об'єднання громад Альтенкірхен.
Площа — 4,12 км2. Населення становить 1068 ос. (станом на 31 грудня 2020).